# Intimidación

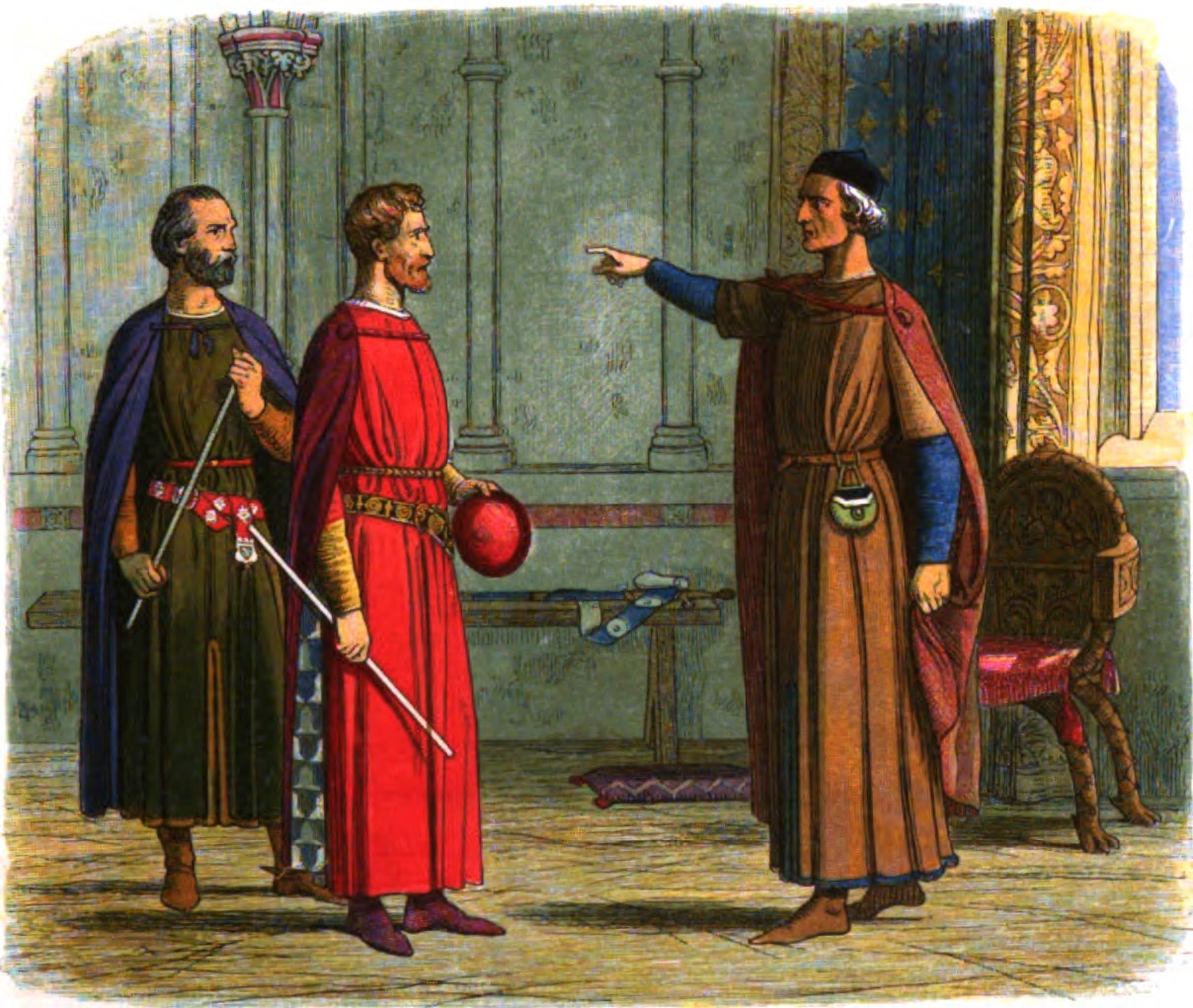
El rey Eduardo I de Inglaterra amenaza a Roger Bigod, quinto conde de Norfolk, para que cumpla con sus órdenes: "¡O te vas o te cuelgan!"

La intimidación es toda acción o modo de actuar que tiene como objetivo amedrentar o atemorizar a una persona, provocando en ella un estado de temor, a menudo con el objetivo último de obligarlo a realizar alguna acción que no desea o a mantenerse al margen de cualquier acción que pueda perjudicar los intereses de la persona o grupo causante de la intimidación. La intimidación puede llevarse a cabo mediante amenaza directas o explicitas, comportamientos agresivos hacia la persona intimidada o mediante cualquier acción que busque someter a alguien mediante la fuerza física o la presión sicológica (por ejemplo, mediante acoso en la redes (ciberacoso)). 
La intimidación puede manifestarse en el ámbito escolar (acoso escolar), en el laboral (acoso laboral) o en cualquier tipo de relaciones interpersonales (por ejemplo, dentro del grupo de amigos, la familia, etc.). Es importante recordar que la intimidación es un comportamiento dañino y perjudicial para la salud mental y emocional de las personas. 

## Descripción
La intimidación puede manifestarse como una manera de amenaza física ya que existen maltratos, miradas amenazantes que obligan a ser sumiso, manipulación emocional con aquello que ya conocen de ti, abuso verbal (groserías), humillación intencional y/o verdadero maltrato físico.
Como muchas otras conductas, existe en mayor o menor medida en cada persona a través del tiempo, pero puede ser una conducta más significante para algunos que para otros. Algunos teóricos del comportamiento a menudo han visto la intimidación en los niños como una consecuencia de ser intimidado por otros, incluidos los padres, compañeros y hermanos. 
La intimidación puede ser empleada consciente o inconscientemente, y un porcentaje de gente que lo emplea conscientemente puede hacerlo como resultado de tener ideas racionalizadas de apropiación, utilidad o autoempoderamiento (self-empowerment).